# Stasys Janušauskas
Stasys Janušauskas (né le 13 mai 1902 à Liepāja à l'époque dans l'Empire russe et aujourd'hui en Lettonie, et mort le 16 février 1996 à Kaunas en Lituanie) est un joueur de football international lituanien, qui évoluait au poste de défenseur.

## Biographie

### Carrière en sélection
Stasys Janušauskas reçoit cinq sélections en équipe de Lituanie, sans inscrire de but, entre 1924 et 1926.
Il joue son premier match en équipe nationale le 27 mai 1924, contre la Suisse. Ce match perdu sur le lourd score de 0-9 à Vincennes entre dans le cadre des Jeux olympiques de 1924.
Il reçoit sa dernière sélection le 21 août 1926, en amical contre la Lettonie (défaite 2-3 à Kaunas).

## Palmarès
Kovas Kaunas
- Championnat de Lituanie (3) :
  - Champion: 1924, 1925 et 1926.
  - Vice-champion: 1931.